# Pojezierze
Pojezierze – obszar występowania młodoglacjalnej rzeźby terenu związanej z plejstoceńskimi zlodowaceniami. Charakteryzuje go specyficzny urozmaicony krajobraz – obecność licznych jezior polodowcowych (rynnowych, morenowych, oczek polodowcowych i innych) oraz form akumulacji polodowcowej, takich jak: wzgórza morenowe, drumliny, ozy, sandry, kemy itp.
W Polsce pojezierza występują w północnej części kraju – Pojezierze Mazurskie, Pojezierze Pomorskie, Pojezierze Wielkopolskie, Pojezierze Chełmińsko-Dobrzyńskie, Pojezierze Iławskie, także mniejsze, wyróżniane w ich obrębie.